# Hugo Guillamón
Hugo Guillamón Sanmartín (San Sebastián, 2000. január 31. –) spanyol profi labdarúgó; hátvéd, és középpályás. A La Ligában szereplő Valencia CF játékosa, és a spanyol válogatott tagja.

## Pályafutása

### Valencia CF
2018. október 30-án nevezték először a CD Ebro elleni Copa del Rey kupamérkőzésre.
2020. február 22-én debütált a Real Sociedad elleni 3–0-ra elvesztett bajnokin, Eliaquim Mangala-t váltotta a második félidő elején.
Július 22-én 2023 nyaráig a klub meghosszabbította a szerződését, ezáltal a 2020/21-es szezontól hivatalosan is a felnőttcsapat tagja lett.
Első gólját november 22-én szerezte a Deportivo Alavés elleni bajnokin a mérkőzés 77. percében.
2021. augusztus 13-án a 2021/22-es szezon nyitómérkőzésén a Getafe CF otthonában a 3. percben kiállították, miután Nemanja Maksimović-ra veszélyes ütést gyakorolt. Ez volt a Liga szezonnyitóinak történetének leggyorsabb kiállítása.
December 31-én lépett pályára 50. alkalommal a Valencia színeiben, az RCD Espanyol elleni 1–2-s hazai bajnokin.

## Válogatott karrier

### Spanyolország
2021. június 8-án játszott első alkalommal az A-válogatottba, a Litvánia elleni 4–0-s hazai barátságos mérkőzésen. Mivel a csapatból több játékos pozitív koronavírustesztet produkált, ezáltal a keretet az U21-es csapattal pótolták.
2022. március 19-én Luis Enrique hívta be a keretbe, Diego Llorente sérülését követően. Az Albánia és Izland elleni felkészülési mérkőzésekre.
Tíz nappal később, március 29-én Izland ellen pályára lépett kezdőként, melyen az első gólnál asszisztot jegyzett, amit Álvaro Morata váltott gólra az 5–0-ra nyert találkozón.
2022. november 11-én Luis Enrique nevezte a csapat 26-fős keretébe a 2022-es katari világbajnokságra.

## Statisztika
2025. április 5-i állapot szerint.
| Klub             | Szezon           | Bajnokság          | Bajnokság | Bajnokság | Kupa  | Kupa  | Nemzetközi | Nemzetközi | Egyéb | Egyéb | Összes | Összes |
| Klub             | Szezon           | Liga               | Mérk.     | Gólok     | Mérk. | Gólok | Mérk.      | Gólok      | Mérk. | Gólok | Mérk.  | Gólok  |
| ---------------- | ---------------- | ------------------ | --------- | --------- | ----- | ----- | ---------- | ---------- | ----- | ----- | ------ | ------ |
| Valencia B       | 2017/18          | Segunda División B | 11        | 0         | —     | —     | —          | —          | —     | —     | 11     | 0      |
| Valencia B       | 2018/19          | Segunda División B | 29        | 1         | —     | —     | —          | —          | —     | —     | 29     | 1      |
| Valencia B       | 2019/20          | Segunda División B | 18        | 1         | —     | —     | —          | —          | —     | —     | 18     | 1      |
| Valencia B       | Összesen         | Összesen           | 58        | 2         | 0     | 0     | 0          | 0          | 0     | 0     | 58     | 2      |
| Valencia         | 2019/20          | La Liga            | 6         | 0         | 0     | 0     | —          | —          | —     | —     | 6      | 0      |
| Valencia         | 2020/21          | La Liga            | 25        | 1         | 2     | 0     | —          | —          | —     | —     | 27     | 1      |
| Valencia         | 2021/22          | La Liga            | 31        | 1         | 6     | 1     | —          | —          | —     | —     | 37     | 2      |
| Valencia         | 2022/23          | La Liga            | 25        | 1         | 3     | 0     | —          | —          | 1     | 0     | 29     | 1      |
| Valencia         | 2023/24          | La Liga            | 26        | 1         | 4     | 0     | —          | —          | —     | —     | 30     | 1      |
| Valencia         | 2024/25          | La Liga            | 12        | 0         | 5     | 0     | —          | —          | —     | —     | 17     | 0      |
| Valencia         | Összesen         | Összesen           | 125       | 4         | 20    | 1     | 0          | 0          | 1     | 0     | 146    | 5      |
| KARRIER ÖSSZESEN | KARRIER ÖSSZESEN | KARRIER ÖSSZESEN   | 182       | 6         | 20    | 1     | 0          | 0          | 1     | 0     | 203    | 7      |

### A válogatottban
2022. november 11-i állapot szerint.
| Spanyolország | Spanyolország | Spanyolország |
| Év            | Mérk.         | Gólok         |
| ------------- | ------------- | ------------- |
| 2021          | 1             | 1             |
| 2022          | 2             | 0             |
| ÖSSZESEN      | 2             | 1             |